# Донгузорун-Чегет-Карабаші

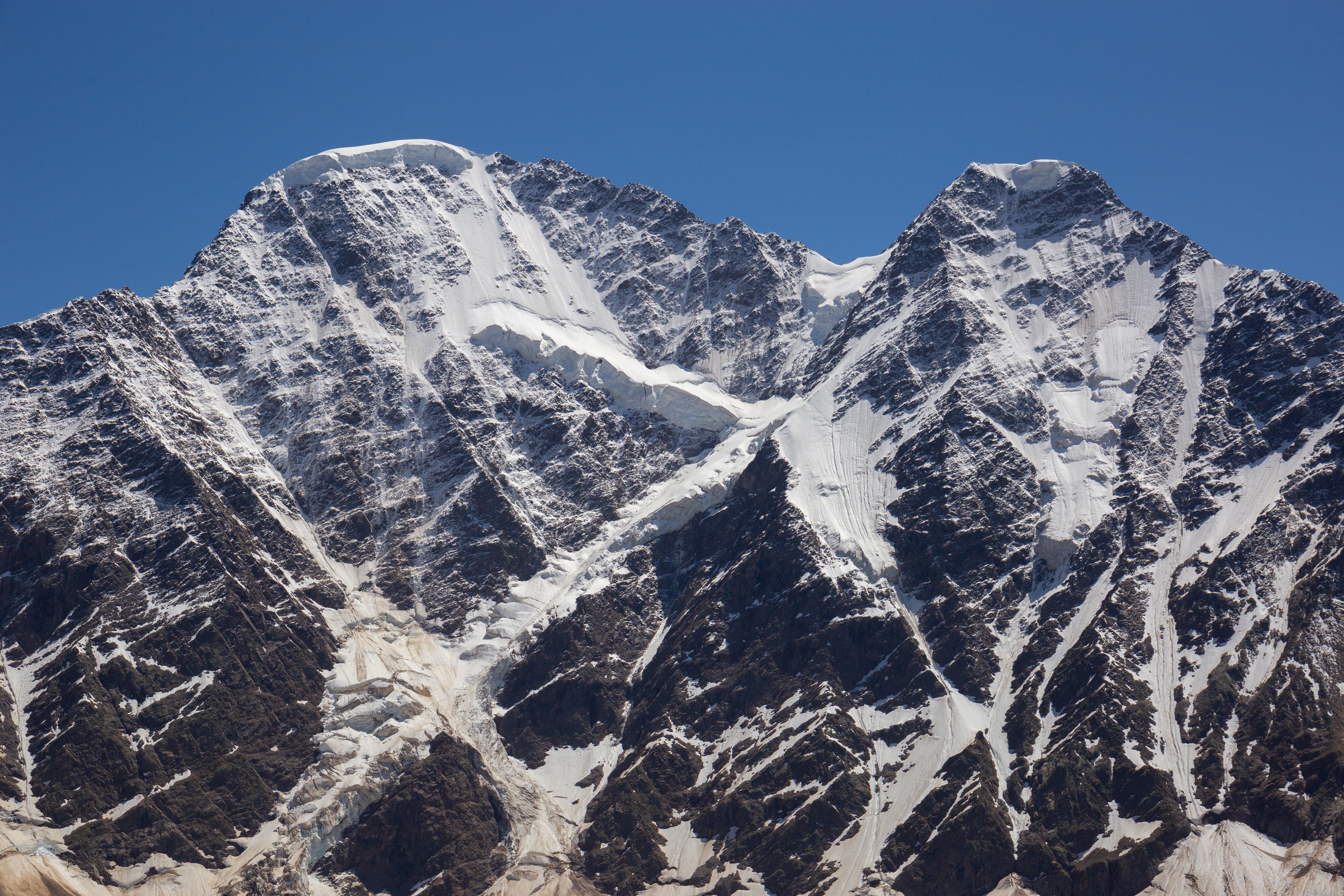
Донгузорун (ліворуч), Накратау (праворуч). Вид з Ельбрусу.

Донгузорун-Чегет-Карабаші або Донгуз-Орун  (груз. ბაბისმთა) — вершина Головного (або Вододільного хребта) Великого Кавказу, в Приельбруссі. Розташована в республіці Кабардино-Балкарія Російської Федерації. Висота — 4468 м.
Розрізняють Донгузорун Головний 4468 метра. Донгузорун Східний 4450 метра. Донгузорун Малий 3761 метра.
Поруч, на висоті 3203 м розташований гірський перевал Донгузорун через Головний хребет між долинами річок Баксан (Росія) та Інгурі (Грузія). Біля підніжжя Донгузоруна-Чегет-Карабаші протікає одна з приток Баксан — річка Донгуз-Орун.